# Valfleury
Valfleury este o comună în departamentul Loire din sud-estul Franței. În 2009 avea o populație de 645 de locuitori.

## Evoluția populației
| An        | 1975 | 1982 | 1990 | 1999 | 2006 | 2009 |
| --------- | ---- | ---- | ---- | ---- | ---- | ---- |
| Populație | 370  | 437  | 486  | 516  | 584  | 645  |